# Lorenzo Amengual
Lorenzo Jaime Amengual (apodado con el hipocorístico de su primer nombre, es decir: Lolo) (Marcos Juárez, Córdoba, 1939) es un artista gráfico, diseñador y humorista argentino.

## Reseña biográfica
Lorenzo Amengual comenzó a estudiar artes a los 8 años de edad, en la Escuela Provincial de Bellas Artes de Villa María. En 1964 se recibió de arquitecto en la Universidad Nacional de Córdoba. Trabajó como dibujante y diseñador gráfico en la fábrica de automóviles Industrias Kaiser Argentina - IKA Argentina, y en Canal 10 (Córdoba) de la Universidad de Córdoba.
Intervino en la organización de la Segunda Bienal Americana de Arte que se llevó a cabo en Córdoba, Argentina del 25 de septiembre al 12 de octubre de 1964.
A fines de la década de 1960 se radicó en Buenos Aires. Participó en el Instituto Di Tella. Una de las puestas de teatro más relevantes, Ubu encadenado (1968) dirigida por Roberto Villanueva, lo tuvo como actor y diseñador. En esta obra participaron, además, Marilú Marini, Jorge Bonino, Hugo Midón, Lorenzo Quinteros, entre otros.
En 1969 y junto a un grupo de artistas plásticos, participó de una muestra organizada por la Sociedad Argentina de Artistas plásticos (SAAP) en repudio a la llegada al país del gobernador de Nueva York, Nelson Rockefeller. La muestra duró un día, fue clausurada por el dictador Juan Carlos Onganía. Participaron de esta muestra Carlos Alonso, Antonio Berni, Ricardo Carpani, Juan Carlos Castagnino, Juan Di Stefano, León Ferrari, Rómulo Maccio, Luis Felipe Noé, Margarita Paksa, Leopoldo Presas, Emilio Renart, entre otros.
Fue director de arte en la agencia Cícero Publicidad. También fue director de arte y dibujante de la revista Confirmado.
Es también de su autoría, la ilustración de la portada de Sonamos, pese a todo (1971), el primer disco oficial de Les Luthiers.
En la Fundación Antorchas se desarrolló como editor y diseñador e intervino en varios proyectos de desarrollo de museos: Colonia San José; Museo Etnográfico Ambrosetti; Museo de La Plata de Ciencias Naturales; Museo Municipal de Bellas Artes Juan B. Castagnino; Museo Etnográfico Ambrosetti y Museo Nacional de Bellas Artes (Argentina) de Buenos Aires..
En las décadas siguientes se desempeñó profesionalmente como diseñador en diversas empresas e instituciones: Citibank, Banco de Córdoba, Philip Morris y en las revistas Mercado y Gestión.
Coordinó el Premio de pintura del Banco de Córdoba en dos oportunidades (años 2010 y 2011).
Participó de varias revistas de humor, historieta y periodismo. Entre las más importantes está la revista de humor Mengano, de Buenos Aires. Publicó la tira de historieta publicitaria en Gente (revista): Mr Finch…
Realizó una profunda investigación sobre los dibujantes que trabajaron en la Argentina a principios del siglo XX. Este trabajo tuvo como resultado su libro “Alejandro Sirio, el ilustrador olvidado”, que fue motivo de la exposición denominada “Las Artes de Alejandro Sirio”, realizada en 2007, en el Museo Nacional de Bellas Artes (Argentina), de Buenos Aires.
En 2012 recibió el Diploma al Mérito en Grabado otorgado por la Fundación Konex.
También en 2012 editó, junto a Luisa Valenzuela, el libro Microfábulas, fábulas breves escritas en forma de abecedario e ilustradas con grabados.
En 2014 publicó “Cábala Criolla”, libro inspirado en el juego de la quiniela y las figuras que refiere cada número. Las imágenes se complementan con letras de tangos y de otras vertientes de la música popular. Esta obra y sus 100 grabados fueron objeto de varias muestras en salas de arte.

## Obras publicadas
1967 - Así en la tierra como en la cielo. Editorial Universitaria de Córdoba.
1972 - La edad de oro. Buenos Aires, Nuevo Senda.
1977 - Chiquitazos, chiquitotes, pequeñitos, grandulotes. Ed. Estrada. Junto a Beatriz Ferro.
1976 - Humorbo: los humores de Amengual. Ediciones de la Flor.
1978 - La conquista de México según las ilustraciones del Códice florentino. Textos adaptados por Marta Dujovne, montaje gráfico de Lorenzo Amengual. Editorial Nueva imagen, México. ISBN 968-429-002-0
2006 - Alejandro Sirio. El ilustrador olvidado; Ediciones de la Antorcha, Buenos Aires - ISBN 9789872313623
2012 - Microfábulas. Junto a Luisa Valenzuela.
2014 - Cábala criolla - ISBN 978-987-558-296-5
2014 - Dibujo Contemporáneo en la Argentina. Autores: Eduardo Stupia y Cintia Mezza. Libro digital, páginas 94, 95, 720 y 721. ISBN 978-967-33-6275-0